# Schwedenkreuz (Erlass Ferdinands III.)
Schwedenkreuze gemäß einem Erlass Kaiser Ferdinands III. sind jene Bildstöcke, Kreuze und Säulen, die gemäß einer Anordnung Kaiser Ferdinands III. aus dem Jahr 1650 aus Dankbarkeit für den Friedensschluss nach dem Ende des Dreißigjährigen Kriegs errichtet oder mit einer entsprechenden Inschrift versehen wurden. Dadurch lassen sich diese auch „echte Schwedenkreuze“ genannten Denkmäler von den im Volksmund häufig Schwedenkreuze genannten einfachen Stein- oder Sühnekreuzen unterscheiden, bei denen kein historischer Bezug zu den Schwedenkriegen besteht. Durch die im Erlass Ferdinands III. vorgegebene Inschrift heben sich diese Schwedenkreuze auch von solchen Kreuzen und Bildstöcken ab, bei denen es zwar einen historischen Bezug zu den Schwedenkriegen gibt, die aber unabhängig vom kaiserlichen Erlass und gewöhnlich mit lokalem Bezug (z. B. Kriegsopfergrab, Dank für die Befreiung eines Dorfs) errichtet wurden.

## Geschichtlicher Hintergrund
1645/46 kam es im Rahmen des Dreißigjährigen Kriegs zu einem Einfall schwedischer Truppen in Österreich. Insbesondere das nördliche Niederösterreich war monatelang von Schweden besetzt. 1648 wurde der Dreißigjährige Krieg durch den Westfälischen Frieden beendet.
Ferdinand III. erließ am 16. September 1650 ein kaiserliches Patent folgenden Inhalts:

„So befehlen wir hiemit Euch allen und jeden obermelten Obrigkeiten insonderheit aber Euch denen Landleuthen und Grundherrn aller Orthen im gantzen Lande genediglich und wöllen dass Ihr Gott zu Ehren und Danksagung auch zu lobwürdiger Gedächtnuss an denen Strassen Pässen und Wegschaiden die Stainern oder andere Creutz und Bett Marter Säulen welche die alten Gottseeligen Christen durch das gantze Teutschland auss sonder Christlichen bedencken auff denen Wegschaiden auffrichten lassen die an vilen Orthen umgefallen oder auch sonsten nidergerissen worden jeder auff seiner Jurisdiction … von dato diser Unserer genedigsten Verordnung inner Zway Monathen wider umben auffrichtet vernewert und darein oder daran ein Crucifix mahlen insonderheit eines jeden Creutz in ainen Stain oder eysen Blech mit erhoben wohl lesserlichen Buechstaben machen lasset:

Lob Preiss und Danck dem Friedens Gott der uns hat gführt auss der Kriegs Noth“

Vereinzelt wurden anschließend regional ausdrücklich ähnliche Beschlüsse gefasst, so vom Rat der Stadt Wr. Neustadt am 17. Jänner 1651. Zum einen wurden durch diese Verordnung Ferdinands III. neue Bildstöcke errichtet. Zum anderen wurden bereits bestehende, früher aus anderen Gründen errichtete Säulen und Wegkreuze – oft im Zuge einer Renovierung – nachträglich mit der vorgegebenen Inschrift versehen und damit umgewidmet.
Schon einige Jahrzehnte zuvor, 1598, hatte es im Zusammenhang mit den Türkenkriegen eine ähnliche Verordnung gegeben, auf die die Raaberkreuze zurückgehen.

## Liste der Schwedenkreuze
In der folgenden Liste werden jene Objekte erfasst, die nachweislich eine Inschrift entsprechend dem Erlass Ferdinands III. tragen oder trugen.
In der Spalte Inschrift werden nur jene Inschriften(teile) zitiert, die in etwa dem Erlass entsprechen. Kursiv gesetzt ist die Wiedergabe von Inschriften dann, wenn sie nicht unmittelbar auf dem Original eines Denkmals beruht, sondern auf anderen Quellen.
| Bild | Bundesland, Gemeinde     | Adresse / Lage                                                           | Name                                | Beschreibung | Erhalten | Inschrift | Jahr (laut Inschrift)                    | Denkmalschutz                    |
| ---- | ------------------------ | ------------------------------------------------------------------------ | ----------------------------------- | --- | --- | --- | ---------------------------------------- | -------------------------------- |
|      | NÖ Baden                 | bei Wiener Straße 37 (Lage)                                              | Wiserkreuz                          | Steinpfeiler mit Reliefs (S: Gekreuzigter, W: Christus am Ölberg, N: Geißelung Jesu, O: kreuztragender Christus), gekrönt von steinerner Pieta. | Ja | LOB PREIS UND DANCKH DEM FRIEDENSGOTT DER UNS HAT GEFIHRT AUS DER KRIEGSNOTH                                                                     | 1651                                     | Listeneintrag                    |
|      | NÖ Fels am Wagram        | Gösing am Wagram, nördlicher Ortsrand. (Lage)                            | Schwedenkreuz                       | Pfeilerbildstock mit Inschrift am Tabernakel | Ja | LOBED ALE GOD WEIL ER VNS HAD GEFIRD AUS GRIEGES NOD                                                                                             | 1656                                     | Listeneintrag                    |
|      | NÖ Fels am Wagram        | Gösing am Wagram, südwestlicher Ortsrand. (Lage)                         | Weelfel-Kreuz                       | Pfeilerbildstock mit Inschrift am Tabernakel | Ja | LOBED ALE GOD WEIL ER VNS HAD GEFIRD AVS CRIGES NOD                                                                                              | 1696 (vermutlich: 1656 falsch renoviert) | Listeneintrag                    |
|      | NÖ Hainburg an der Donau | Hainburg, Landstraße 20 (Lage)                                           | Ulrichskapelle                      | Inschrift über Tor der Ulrichskapelle. | Ja | Lob Preis und Dank dem Friedensgott der uns hat…                                                                                                 |                                          | Listeneintrag                    |
|      | NÖ Hainburg an der Donau | Hainburg, Landstraße, nahe Ecke Industriestraße (Lage)                   | Zu den Eingemauerten / Dickes Kreuz | Massive viereckige Säule (in die zwei Menschen eingemauert wurden) mit Bildnischen. | Teil der Inschrift fehlt | LOB PREIS VND DANCK DEN FRIDENSGOT DER uns HAT GEFIRT aus dER KRIEGes NotH                                                                       | 1650                                     | Nein                             |
|      | NÖ Hollabrunn            | Hollabrunn, Babogasse 9 (Lage)                                           | Schwedenkreuz                       | Steinpfeiler mit Reliefs von Kreuzigung und Arma Christi. | Ja | Lob Preis u. Dank dem Friedens Gott Der uns hat geführt aus der Kriegesnoth                                                                      | 1651                                     | Listeneintrag                    |
|      | NÖ Nähe Korneuburg       | außerhalb Korneuburg, an der Straße nach Stockerau                       |                                     | Säule, die zusätzlich eine Raaberkreuz-Inschrift trägt. | ? | Lob Preis Und Dank Dem Friedens Gott Der Uns Hat Geführt Aus der Kriegsnoth                                                                      | 1648                                     | vielleicht identisch mit diesem? |
|      | NÖ Krems an der Donau    | Stein an der Donau, bei Steiner Landstraße 3 (Lage)                      |                                     | Wuchtiger Pfeiler mit Reliefdarstellungen Leiden Christi, von 1610. Nachträglich mit Inschrift entsprechend Erlass Ferdinands III. versehen. | nur mehr teilweise leserlich                                                                                                | Lob breis und dank dem Fridens Gott der uns hat bracht aus der Krieges Noth                                                                      | -                                        | Listeneintrag                    |
|      | NÖ Maissau               | Maissau, Am Berg (Lage)                                                  |                                     | Teil einer Inschrift in Presshaus eingemauert | teilweise | …RIDENGOT DER VNS HAT GEFIERT AVS DER KRIEGESNOTH                                                                                                | 1651                                     | Nein                             |
|      | NÖ Mödling               | Mödling, Museumspark (ursprüngl. Standort: bei Hauptstraße 5)            | Passionssäule                       | Gotische Säule, um 1500, ähnlich Spinnerin am Kreuz (Wien). 1650 ergänzt um Inschrift gemäß Erlass Ferdinands III. Verfallen, spärliche Reste der Säule seit 1994 im Mödlinger Museumspark. | spärliche Reste der Säule; Inschrift nicht erhalten.                                                                        | LOB PREIS VND DANCK DEM FRIEDENSGOTT DER VNS HAT GFVHRT AVS DER KRIEGSNOTH                                                                       | 1650                                     | Nein                             |
|      | NÖ Neunkirchen           |                                                                          | Pfarrkirche Mariae Himmelfahrt      | Inschrift im Presbyterium, gegenüber dem Hochaltar; entdeckt bei Kirchenrestaurierung 1905. | ? | All's Lob und Ehr dem Friedensgott, Der uns erlöset hat aus Kriegesnoth, welcher dreißig Jahr gewähret forth, darauf renoviert dies heilig Orth. |                                          |                                  |
|      | NÖ Pernersdorf           | Peigarten, nördlich außerhalb des Orts (Lage)                            | Schwedenkreuz                       | Toskanische Säule auf Postament, mit Quaderaufsatz und bekrönendem Steinkreuz | Ja | LOB BREIS TEM FRITENS GOT DER VNS HAT GEFIRDH AVS DER KRIGES NOTH                                                                                | 1656                                     | Listeneintrag                    |
|      | NÖ Retz                  | Retz, nordwestlich außerhalb der Stadt (Lage)                            | Schwedenkreuz                       | Pfeilerbildstock mit Inschrift am Tabernakel | Ja | Lob und Preis dem Friedensgott, der uns geführt aus Kriegesnot                                                                                   | 1651                                     | Nein                             |
|      | NÖ Straning-Grafenberg   | zwischen Grafenberg und Wartberg                                         | Engelbrecht-Kapelle                 | Pfeilerbildstock von 1655, um den 1866 eine Wegkapelle errichtet wurde. | Ja (eingemauert) | LOP EHR PREIS VND DANK DEM FRIDENSGOT DER VNS HAT GEFIRT AVS DER GRIGS NOT                                                                       | 1655                                     | Nein                             |
|      | NÖ Traiskirchen          | Traiskirchen, Ecke Wr.-Neustädter-Str. / W.-v.-d.-Vogelweide-Str. (Lage) | Schwedenkreuz                       | wuchtiger Tabernakelbildstock, auf polygonaler Säule, mit Spitzhelm. Bildstock wohl älter als die Inschrift. | Ja | DRASKIRCHEN LOB PREIS VND DANKH DEM FRIDENSGOTT DER VNS HAT GEFIERT AVS DER KRIEGSNOT                                                            | 1650                                     | Listeneintrag                    |
|      | NÖ Zwettl                | Zwettl, bei Galgenbergstraße 32 (Lage)                                   | Schwedenkreuz                       | Pfeilerbildstock mit Tabernakel und Steinkreuz; Reliefs der Arma Christi. | Ja | LOB PREIS VND DANCH DEN FRIDENSGOT DER VNS HAD GEFIRT AVS CRIEGES NOD                                                                            | 1651                                     | Listeneintrag                    |
|      | OÖ Aigen-Schlägl         | St. Wolfgang                                                             | Friedenskapelle                     | große Wegkapelle über Kriegsgrab | Ja | Lob Preiß und Danck dem Friden Gott, Der uns hat geführt aus der Kriegs Not                                                                      | 1652                                     | Listeneintrag                    |
|      | OÖ Grein                 | Grein, bei Kreuznerstraße 47 (Lage)                                      | Blaues Kreuz                        | monstranzartiger wuchtiger Bildstock, errichtet von Sigmund Ludwig Graf von Dietrichstein | Ja | LOB PREIS VND DANCKH DEM FRIDENS GOT DER VNS HAT GEFIERDH AVS DER KRIEGS NOT                                                                     | 1650                                     | Listeneintrag                    |
|      | OÖ Linz                  | Linz, Nähe Wassertor                                                     | Burgfriedsäule                      | Grenzsäule zwischen Burggericht Linz und Kaiserlichem Landgericht; errichtet 1655 an Stelle eines zerstörten älteren Grenzsteins von 1554. | Ja (?) | LOB PREIS UND DANCKH DEM FRIDEN GOTT DER VNS HAT GEFIERTH AUS DER KHRIEGS NOTH                                                                   | 1655                                     | Nein                             |
|      | OÖ Linz                  | Linz, Auerspergstraße (Lage)                                             | Pestsäule / Friedensobelisk         | auf Quadersockel: Obelisk, gekrönt von Metall-Doppelkreuz. Pestsäule von 1630, 1650 um Inschrift ergänzt | Ja | Lob Preiß und Danck dem Fridens Gott der unß hat gfiert auß der Khriegs Noth                                                                     | 1650                                     | Listeneintrag                    |
|      | OÖ Oepping               |                                                                          |                                     | Lt. Oeppinger Gemeindezeitung: „An vielen Orten wurden Kreuzsäulen aufgestellt mit der Inschrift: ‚Lob, Preis und Dank dem Friedensgott, der uns befreit hat von Pest, Hunger und Kriegsnot‘. Auf der Straße von Götzendorf nach Rohrbach stehen drei solche Säulen, eine steht auf dem Wege von Rumerstorf nach Peherstorf.“ | | |                                          |                                  |
|      | OÖ Nähe Windischgarsten  | Kreuzung Hengstpassstraße / Höllgraben (Gemeinde Rosenau am Hengstpass?) |                                     | Steinsäule mit Inschrift (1962 renoviert) und modernem Aufsatz | teilweise (Steinsäule ist wohl nur Rumpf des ursprünglichen Denkmals; Inschrift bei Renovierung orthografisch modernisiert) | LOB PREIS UND DANK DEM FRIEDENSGOTT DER UNS HAT GEFÜHRT AUS KRIEGESNOT                                                                           | 1662                                     | Nein                             |
|      | W Wien                   | Wien, Triester Straße (Lage)                                             | Spinnerin am Kreuz                  | Gotische Steinsäule aus dem 14. Jahrhundert, später mehrmals mit Inschriften versehen. | Inschrift nicht mehr vorhanden                                                                                              | Lob Preis und Dank dem Friedensgott Der uns geführt aus Kriegesnoth                                                                              | 1650                                     | Listeneintrag                    |